# 2886 Tinkaping
2886 Tinkaping (1965 YG) là một tiểu hành tinh vành đai chính được phát hiện ngày 20 tháng 12 năm 1965 bởi Đài thiên văn Tử Kim Sơn ở Nanking.